# Erik Slottner

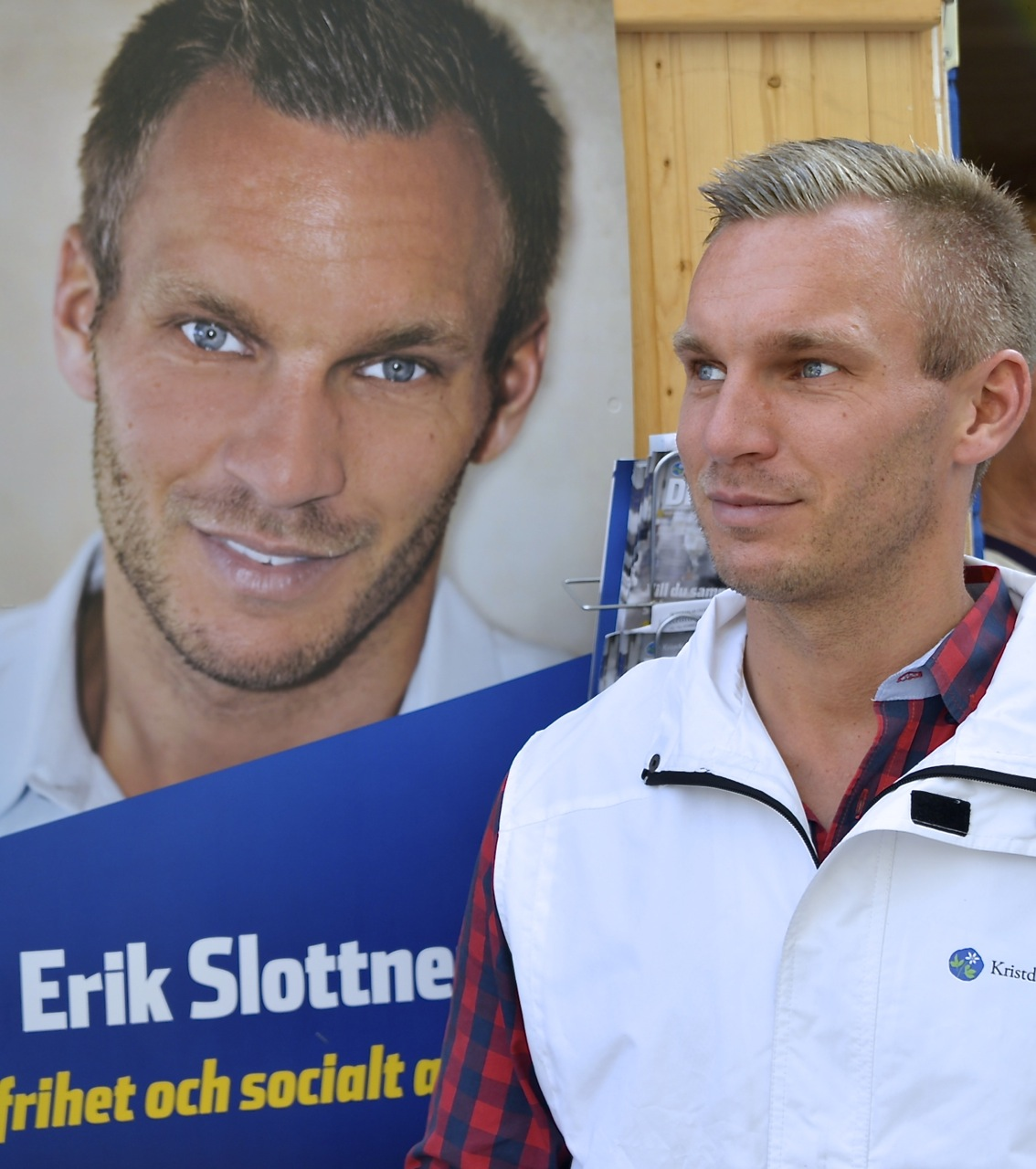
Erik Slottner (2014)

Erik Mikael Slottner (* 16. April 1980 in Kalmar) ist ein schwedischer Politiker der Christdemokraten (Kristdemokraterna), der seit dem 18. Oktober 2022 Minister für öffentliche Verwaltung im Finanzministerium in der Regierung Kristersson ist.

## Leben
Erik Mikael Slottner begann nach dem Schulbesuch 2001 ein Studium der Politikwissenschaften an der Universität Linköping, welches er 2003 ohne Abschluss beendete. Er begann sein politisches Engagement im Kristdemokratiska ungdomsförbundet, der Jugendorganisation der Christdemokraten KD (Kristdemokraterna), und war zunächst zwischen 2001 und 2004 deren erster stellvertretender Vorsitzender und daraufhin als Nachfolger von Jakob Forssmed von 2004 bis zu seiner Ablösung durch Ella Bohlin 2005 Vorsitzender der KUD. Daneben war er 2003 sowie erneut zwischen 2005 und 2009 politischer Berater im Parlamentssekretariat der Fraktion der Christdemokraten im Reichstag. 2007 wurde er Mitglied des Stadtrates von Stockholm und gehörte diesem bis 2022 an. Während dieser Zeit war er zwischen 2010 und 2014 zunächst stellvertretender Vorsitzender und daraufhin von 2014 bis 2022 Vorsitzender der KD-Fraktion im Stockholmer Stadtrat. Darüber hinaus war er von 2018 bis 2022 Vize-Bürgermeister von Stockholm und als solcher zuständig für die Bereiche Altenpflege und öffentliche Sicherheit.
Am 18. Oktober 2022 wurde Slottner Minister für öffentliche Verwaltung (Civilminister) im Finanzministerium in der Regierung Kristersson und ist damit zuständig für die Bereiche Gemeinden und Provinzen, öffentliches Beschaffungswesen, zentrale Regierungsverwaltung, Digitalpolitik und Verbraucherangelegenheiten.
Erik Slottner lebt in Stockholm.